# Antonio Acciauoli
Antonio Acciaiuoli, fou fill de Donato Acciaiuoli de Cassano. Fou pievà de Santa Maria del Popolano (Faenza), canonge de la catedral de Florència des del 1410, i bisbe de Cefalònia. Va morir el 1448.